# Oksana Málaya
Oxana Málaya (Blagoveschenka, RSS de Ucrania, Unión Soviética, 4 de noviembre de 1983) es una mujer que nació en un hogar compuesto por unos padres alcohólicos que no tenían capacidad para cuidar ni dar cariño a su hija. Antes de los dos años fue retirada de su hogar materno y llevada a un orfanato; más tarde vivió con su padre y su madrastra. Allí mostraba un comportamiento aislado, no podía socializar y era agresiva con otros niños. Fue llevada a otra institución, donde empezó a comportarse como un perro, ladraba igual y mordía. Adquirió gran número de hábitos caninos y tuvo dificultades para manejar el lenguaje.
Desde los trece años vive en la clínica Baraboy en Odesa, donde trabaja como granjera, ordeñando las vacas como actividad principal. Tras el tratamiento fue rehabilitada y aprendió a hablar y caminar, aunque su discapacidad intelectual es evidente cuando se la entrevista.

## Biografía
Málaya nació en el pueblo de Nova Blahovishchenka en el raión de Hornostaivka, óblast de Jersón, en la República Socialista Soviética de Ucrania. Según los médicos y sus registros, nació como una niña normal, pero más tarde, a los tres años, su padre alcohólico la abandonó y vivió rodeada de perros. Cuando las autoridades encontraron a Málaya, tenía siete años y medio, pero no podía hablar, carecía de muchas habilidades básicas y se comportaba físicamente como un perro. Corría a cuatro patas, ladraba, dormía en el suelo y comía y cuidaba de su higiene como un perro salvaje olisqueaba la comida antes de ingerirla y se descubrió que tenía muy agudizados los sentidos del oído, el olfato y la vista. Los servicios sociales le quitaron la custodia a sus padres.
Un vecino descubrió la situación de la niña después de 5 años de aislamiento humano y de convivir con perros, y dio aviso a las autoridades. Cuando la encontraron había pasado tantos años privada de estimulación intelectual y social que a Oksana le resultó muy difícil volver a adquirir habilidades sociales y emocionales humanas. 
Al día de hoy, Oksana puede hablar y gran parte de sus problemas de comportamiento se han remediado. Aún está por verse si podrá formar relaciones estables y sentirse parte de una comunidad humana.
En un documental producido por el Canal 4 británico, sus doctores manifestaban que es difícil que llegue a rehabilitarse adecuadamente a una sociedad 'normal'. Sus médicos dicen que tiene la mentalidad de un niño de 6 años. Recientemente se encontró con su padre, que la había dejado en la caseta de perro de pequeña. Fue interesante ver que Oksana buscaba su afecto.
En 2006, a la edad de 23 años, Oksana residía en un hogar para discapacitados mentales, donde ayuda a cuidar las vacas en la granja de la clínica.
En una entrevista para National Geographic Channel declaró que en sus momentos libres le gustaba "correr, jugar, saltar por allí aullando y ladrando"; también que "era su naturaleza". National Geographic realizó estudios y dio a conocer que el cerebro del niño es muy influenciable hasta los 7 años, y es imposible revertir estos efectos.